# Thanksgiving (Verenigde Staten)
Thanksgiving of Thanksgiving Day ("dankzeggingsdag") is een feestdag die in de Verenigde Staten gevierd wordt op de vierde donderdag van november. 

## Geschiedenis
De feestdag was oorspronkelijk een oogstfestival. Thanksgiving werd sinds 1789 het ene jaar wel en het andere jaar niet gevierd, nadat het Congres een proclamatie door George Washington had gevraagd. Het wordt sinds 1864 jaarlijks gevierd als een federale feestdag, nadat president Abraham Lincoln tijdens de Amerikaanse Burgeroorlog een dag van "Dankzegging en Lof aan onze weldadige Vader die in de Hemelen woont" had afgekondigd, te vieren op de vierde donderdag van november.
De viering die door Amerikanen de "First Thanksgiving" wordt genoemd werd in oktober 1621 gehouden door de Pilgrim Fathers, na hun eerste oogst in de Nieuwe Wereld. Deze "eerste dankzegging" duurde drie dagen en werd volgens de getuigenis van Edward Winslow bijgewoond door 90 indianen en 53 pelgrims.

## Trivia
- Jaarlijks redt de president van de Verenigde Staten een van de kalkoenen van de slacht - de National Thanksgiving Turkey Presentation.
- Op deze dag vindt de Macy's Thanksgiving Day Parade plaats.